# Robert I. de Boves
Robert I. de Boves († 1191) war ein französischer Adliger und Kreuzritter aus dem Haus Boves. Er war ein jüngerer Sohn des Thomas de Coucy († 1130), von dem er Boves erbte, die Stammburg seiner Familie.
Mit seinem Neffen Raoul I. de Coucy beteiligte sich Robert am dritten Kreuzzug und traf als Angehöriger eines Vorauskommandos unter dem Grafen Heinrich II. von Champagne im Juli 1190 während der Belagerung von Akkon ein. In deren weiterem Verlauf starb er 1191.
Er war verheiratet mit Beatrix, einer Tochter des Grafen Hugo III. von Saint-Pol. Ihre Kinder waren:
- Enguerrand II. de Boves († vor 1224), Herr von Boves
- Robert de Boves († 1226/28), Herr von Fouencamps
- Hugues de Boves († 1215)
- Thomas de Boves, Geistlicher